# Dique del Ferrocarril del Sur de Devon

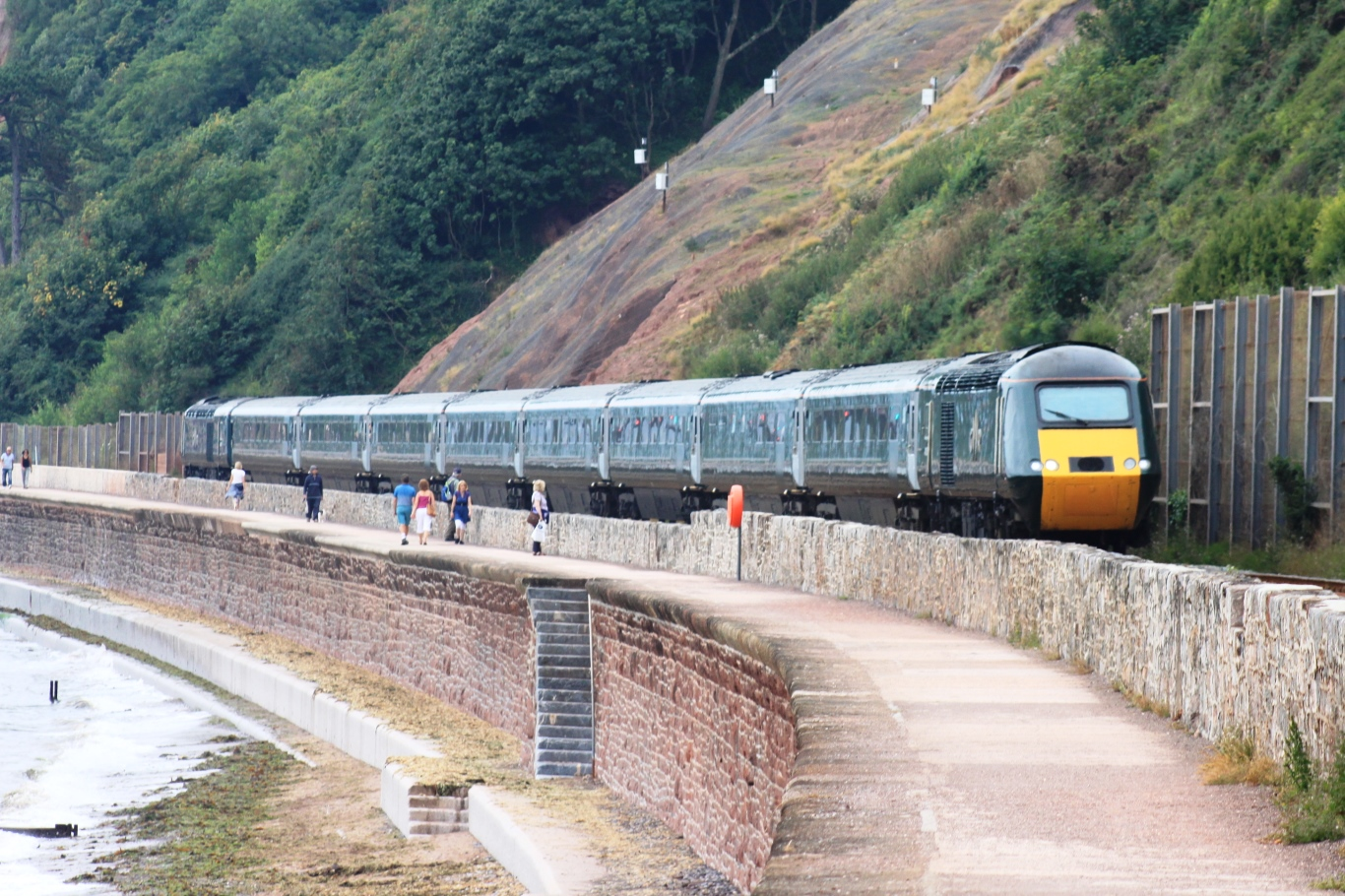
Un tren del Great Western Railway sobre el dique, cerca del túnel de Parson

El dique del Ferrocarril del Sur de Devon está situado en la costa sur de Devon, en Inglaterra. Diseñado originalmente para resguardar de las olas el paso del ferrocarril al borde de la orilla del mar, con posterioridad se habilitó un sendero que discurre junto a la vía férrea entre Dawlish Warren y Dawlish, continuado por un segundo sendero hacia el paseo marítimo de Teignmouth. Ambos forman parte del sendero de la Costa Sudoeste.
El Ferrocarril del Sur de Devon se construyó según los diseños de Isambard Kingdom Brunel, y desde Exeter discurre por una ruta que sigue el río Exe hasta Dawlish Warren, desde donde pasa por debajo de los acantilados marinos hasta Teignmouth y luego sigue el curso del río Teign hasta Newton Abbot. El recorrido bordea aguas sometidas al efecto de las mareas durante unas 13 millas (20,9 km), 4 millas (6,4 km) de las cuales son de mar abierto.

## Contexto histórico
El tramo de ferrocarril fue inaugurado por el Ferrocarril del Sur de Devon, que conectó la Estación de Exeter St Davids con Teignmouth el 30 de mayo de 1846 y se extendió a la Estación de Newton Abbot el 31 de diciembre de 1846. Proyectado con vías de gran ancho (de 7 pies 1/4 plg (2140 mm)), estaba destinado a funcionar como ferrocarril atmosférico, aunque finalmente este sistema de propulsión solo se empleó entre el 13 de septiembre de 1847 y el 9 de septiembre de 1848.
El Ferrocarril del Sur de Devon se fusionó con el Great Western Railway el 1 de febrero de 1876 y el ancho de vía se convirtió al estándar de 4 pies y 8½ pulgadas (1435 mm) después del 20 de mayo de 1892. Se abrió una estación para dar servicio a Dawlish Warren en 1905, mientras que todas las demás estaciones del malecón se abrieron con la línea en 1846.
El Great Western Railway se nacionalizó el 1 de enero de 1948, pasando a formar parte del British Rail. La línea ahora es propiedad de Network Rail y las estaciones y la mayoría de los trenes son operados por la compañía Great Western Railway.

## Daños causados por las tormentas

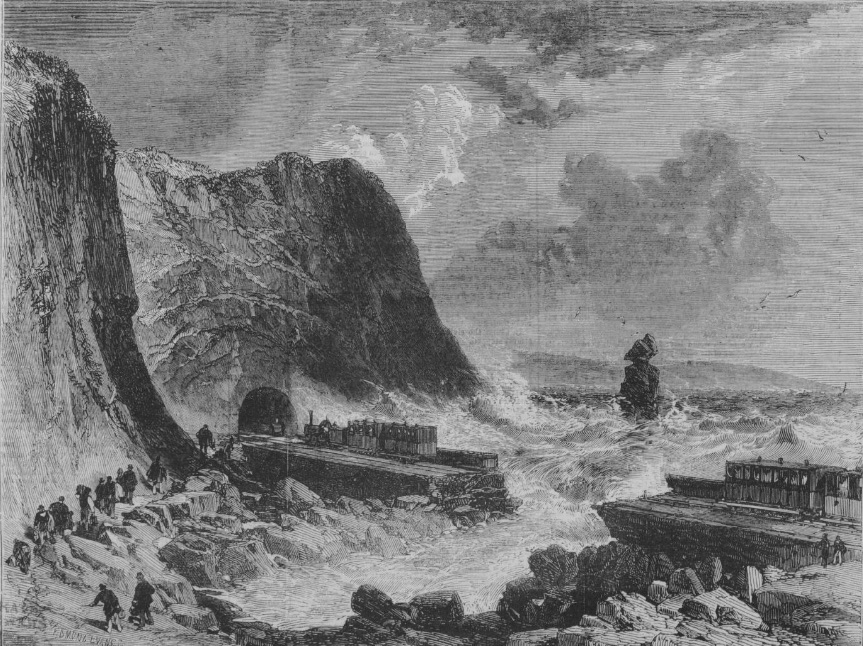
The Illustrated London News (3 de marzo de 1855). Dibujo de F. W. L. Stockdale

El malecón siempre ha sido propenso a sufrir daños durante las tormentas, ya que corre junto al mar abierto en la base de los acantilados a lo largo de cuatro millas (unos 6,4 km)). El primer episodio se produjo solo unos meses después de que se abriera la línea. En septiembre de 1846, fueron necesarias reparaciones en el muro al norte del túnel de Parson, en la zona que se había construido con escollera en lugar del muro de mampostería que se ve en otros lugares. El 4 de octubre de ese mismo año, las tormentas dañaron de nuevo el dique en varios lugares, de forma que el servicio del ferrocarril debió terminar durante un tiempo en Dawlish. Esa noche, la marea alta inundó la línea junto al río Exe, y se produjeron más brechas durante el temporal, que se prolongó hasta el lunes. Al sur del túnel de Parson, el mar arrastró la arena de la playa, lo que provocó otra cavidad debajo del dique. Las reparaciones comenzaron el 7 de octubre, una vez que la tormenta se había calmado. Los trenes pudieron circular de nuevo hasta Teignmouth después de solo 50 horas, y las secciones de escollera del dique se sustituyeron por muros de mampostería durante el invierno siguiente.
En la mañana del 24 de diciembre de 1852, se produjo un desprendimiento de rocas desde el acantilado de Breeches Rock, en el mismo lugar donde resultó dañado el dique en 1846. Un tren que se acercaba al lugar pudo detenerse antes de chocar contra las rocas. Durante las horas que tardó en desbloquearse la línea, los pasajeros tuvieron que atravesar a pie la zona obstruida por las rocas para tomar los trenes que les esperaban al otro lado. Esa misma semana, el 29 de diciembre, se produjo otro desprendimiento más grande que bloqueó la línea, esta vez derribando parte del dique sobre el mar. Los pasajeros fueron trasladados entre Dawlish y Teignmouth por carretera durante dos días, el tiempo necesario para permitir que los trenes pudieran acercarse de nuevo a la zona bloqueada y que los pasajeros pudieran pasar a pie para subir a los trenes del otro lado. La línea se reabrió para permitir el paso de los trenes después de un total de cuatro días.
El lunes 12 de febrero de 1855, otra fuerte tormenta arrasó grandes porciones del malecón. A pesar de que los trabajos de reparación comenzaron puntualmente cuatro días después, los daños se habían extendido a varias partes del dique, y una sección de 70 yardas (64 m) había resultado arrasada por completo. En estas circunstancias, los pasajeros se vieron obligados a bajar de sus trenes y a llevar su equipaje a cierta distancia para unirse a los trenes del otro lado de la zona dañada. El Sr. Margery, ingeniero residente del ferrocarril, dispuso la construcción de un viaducto temporal que estuvo en funcionamiento en un par de semanas. El puente provisional permitía el paso de los coches de viajeros remolcados manualmente con sogas, aunque algunos pasajeros desconfiados todavía prefirieron pasar al otro lado caminando.
La noche del 25 de octubre de 1859 vio la tormenta más grande que azotó Devon en 35 años. El dique del río Exe resultó dañado en Turf y Powderham. En la sección costera, el muro divisorio entre el camino de servicio y el ferrocarril fue derribado cerca de Langstone, mientras que la línea se inundó donde estaba al nivel de la playa entre Dawlish y el túnel de Kennaway. En Teignmouth, la parte superior del malecón resultó dañada y el mar inundó el túnel de Eastcliff hacia la estación. Un tren quedó bloqueado en Dawlish, aunque la línea se reabrió a las 11 am del 27 de octubre cuando se restableció una de las vías en Turf.
El mar socavó el dique al norte de Dawlish el 31 de enero de 1869, lo que provocó el colapso de 80 yardas (73 m) del muro. Un tren se detuvo en Dawlish donde los pasajeros fueron llevados por carretera a Dawlish Warren para unirse a un tren especial, aunque por entonces no había estación en Warren. Durante un tiempo, los pasajeros fueron llevados a Starcross hasta que se abrió una línea temporal para el tráfico el 4 de febrero. Esta era la sección al sur de Rockstone, donde no se había elevado la cota de la coronación del dique para mantener buenas vistas desde las casas situadas por detrás de la vía férrea. Después de la rotura en esta zona, se decidió reconstruir el dique con mayor altura, a la misma cota que se había utilizado desde Rockstone hasta Langstone desde la apertura de la línea.
En el invierno de 1872-1873 se produjeron nuevas roturas. El día de Navidad de 1872, alrededor de 60 yardas (55 m) del dique fueron arrastrados por fuertes olas cerca de Rockstone. Los ingenieros estaban instalando una segunda vía en este lugar, por lo que se pudo poner en funcionamiento más tarde ese mismo día, aunque los pasajeros tuvieron que cambiar de tren entre las dos vías hasta que se pudo restaurar la vía original. Solo unos días después, el 30 de diciembre, una rotura más grande socavó las vías en el mismo lugar, lo que provocó que los trenes se detuvieran a ambos lados de la zona interrumpida hasta el 1 de enero de 1873. Poco después, a primera hora de la mañana del 1 de enero, se rompieron otras 40 yardas (37 m) del malecón, situadas entre 30 yardas (27 m) y 40 yardas (37 m) por delante del sector dañado el día de Navidad. Esta brecha lavó 0,25 millas (0,4 km) de la roca arenisca sobre la que se construyó originalmente el dique, que quedó completamente socavado, formándose en algunos lugares cavidades de hasta 2 pies (0,6 m). A pesar de ello, los trenes continuaron circulando por la nueva vía única. La mayor parte de las reparaciones realizadas resultaron destruidas por un vendaval durante la noche del 1 al 2 de febrero, al igual que una sección de 30 yardas (27 m) situada más al norte. Las tres brechas se extendían sobre 200 yardas (183 m) y se temía que la pasarela de Rockstone pudiera derrumbarse. Se habilitó el transporte por carretera entre Dawlish y Starcross, disponiéndose caballos y carretas adicionales traídos desde Plymouth en un tren especial. Los coches del tren correo nocturno a Londres pudieron recorrer las vías el 3 de febrero, y los servicios comenzaron a volver a la normalidad.
Después de las tormentas de 1873 no hubo daños significativos durante cincuenta años. En 1918 se iniciaron trabajos preventivos para reducir la probabilidad de desprendimientos desde los acantilados situados cerca de Langstone y Sprey Point. Mientras esto sucedía, se produjo la caída de unas rocas que bloquearon  la línea cerca de Sprey Point el 12 de marzo de 1923. Se reabrió una vía el día 14 de marzo, y la segunda el día 22.
Se necesitó trabajar empleando una sola vía el 24 de diciembre de 1930, cuando se socavó el muro en la terraza de la Riviera al norte de la pasarela de la Guardia Costera. A última hora del 4 de enero de 1931, otra tormenta provocó que se socavara una sección de 50 pies (15,2 m) en ese mismo lugar, produciéndose además el arrastre de los materiales que soportaban las vías. El hueco se rellenó con bloques de granito y cemento de fraguado rápido. El trabajo en vía única fue posible desde el mediodía del 8 de enero. Posteriormente, ese mismo año se reforzaron 638 yardas (583 m) de cimentaciones de los diques y se alargaron algunos de los espigones destinados a evitar la erosión de las playas. También se produjo una brecha en el dique situado junto al río en Powderham el 10 de febrero de 1936, lo que supuso que se tuviera que cerrar la línea hasta el 12 de febrero.
En la víspera de Navidad de 1929, una gran sección del dique situada cerca de la estación de guardacostas se agrietó y cedió, provocando el hundimiento parcial de una de las vías, pero el tráfico pudo mantenerse en la otra. Si bien las reparaciones se realizaron rápidamente, el 4 de enero de 1930 se produjo otra brecha cuando los cimientos de la vía fueron arrasados dejando un socavón de 25 pies (7,6 m) de profundidad que se extendía a lo largo de 50 pies (15 m), lo que se tradujo en el cierre completo de la línea. Las reparaciones se llevaron a cabo bajo la supervisión del ingeniero de división H.E. Damen, y la línea reabrió en tres días.
El 17 de noviembre de 1965, el fuerte oleaje produjo una brecha de 60 pies (18 m) en el malecón entre Dawlish y Dawlish Warren. British Rail logró mantener el servicio restringiendo la velocidad de los trenes en el tramo afectado a 10 millas por hora (16,1 km/h), aunque las reparaciones duraron tres semanas.
El primer cierre significativo en cincuenta años ocurrió en 1986, y el tramo afectado se localizó entre el puente de Smuggler's Lane y Sprey point. El malecón quedó socavado por las olas a primera hora del 26 de febrero por debajo de una de las vías, aunque el dique no se derrumbó. La fuerza del mar siguió erosionando la estructura, hasta que la zona socavada alcanzó 30 yardas (27 m) de largo. Dos boquetes más se abrieron en los días siguientes, uno a cada lado del original. Ambas vías estaban cerradas al tráfico regular, pero los trenes de ingeniería pudieron usar la vía más cercana a los acantilados para traer el material necesario para rellenar los agujeros. El 1 de marzo se permitió que los trenes de mercancías utilizaran la vía única durante los intervalos previstos entre las operaciones de ingeniería. Fue difícil disponer de autobuses para los pasajeros durante el fin de semana del 1 y 2 de marzo, ya que se estaban realizando trabajos de renovación al norte de Exeter, por lo que la mayoría de los autobuses disponibles para cubrir itinerarios ferroviarios ya estaban comprometidos para prestar los servicios a Taunton. El tráfico de mercancías y pasajeros de larga distancia en el malecón se reanudó en vía única el 3 de marzo, pero los servicios locales continuaron siendo reemplazados por autobuses hasta que se reabrió la segunda vía el 11 de marzo.
El primer bloqueo del siglo XXI se produjo en septiembre de 2006. Una tormenta azotó la costa durante la tarde del día 21, y los trenes operaron en ambos sentidos en la vía más próxima a tierra, lo que los mantuvo más alejados de las olas que rompían sobre el dique. Al día siguiente se registró el arrastre del material de la plataforma ferroviaria al norte de la estación de Dawlish, lo que provocó el cierre de una de las vías, pero el trabajo normal se reanudó el 23 de septiembre.

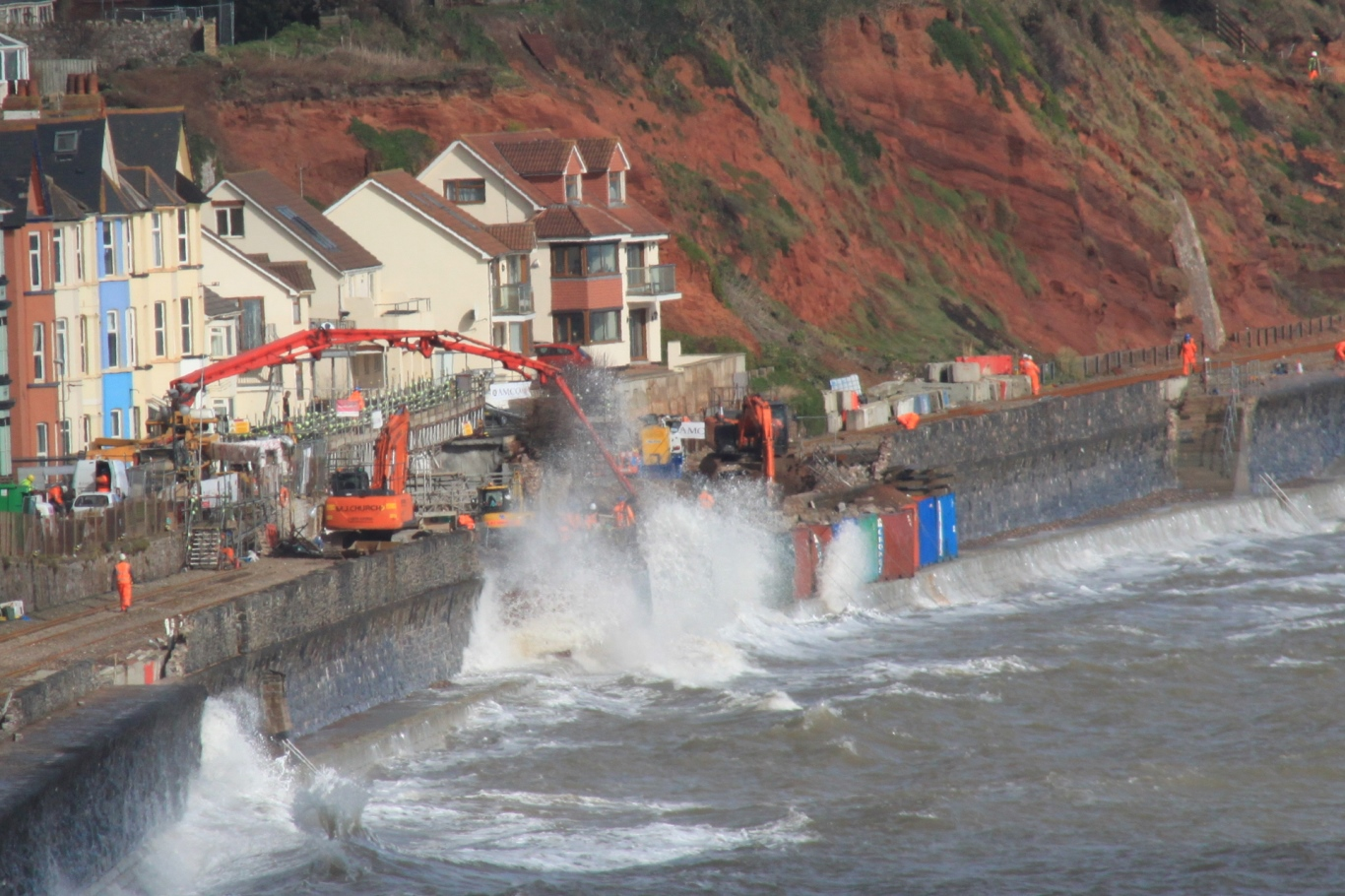
Reparación de una brecha en el malecón de Dawlish, febrero de 2014

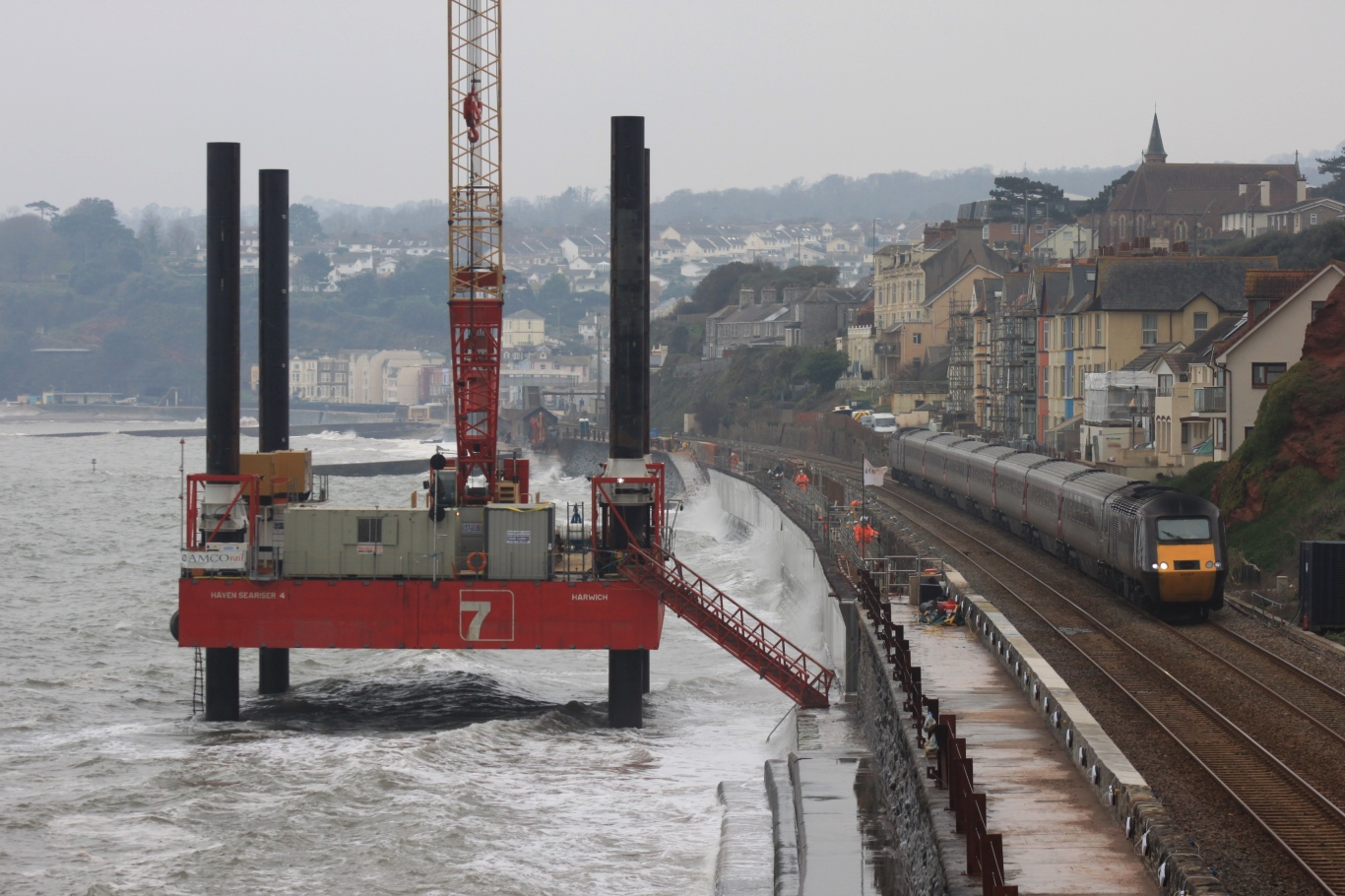
Plataforma móvil utilizada durante la reconstrucción del malecón en 2014-2015

En la noche del 4 de febrero de 2014, durante un episodio de fuertes vientos y mares extremadamente agitados, se rompió parte del malecón en Dawlish, arrastrando alrededor de 40 m del dique y del balasto situado debajo de la vía férrea. Inicialmente, se esperaba que la línea solo se cerrara por un corto tiempo, pero sucesivas tormentas impidieron que se pudiera realizar el trabajo necesario para reparar el ferrocarril. En la mañana del 5 de febrero se volvió a evaluar la gravedad de la brecha y de la exposición de la vía del tren al agua. Las enormes olas causaron más daños en la vía, el malecón y la estación Dawlish el 6 de febrero. El Departamento de Transporte del Reino Unido señaló que el "asunto más apremiante" era poner en marcha la línea lo antes posible, "pero que igualmente estaba claro que era importante contemplar la situación también a largo plazo". Las reparaciones finalmente se completaron a principios de abril de 2014, con el primer tren (el de las 05:34 de Exeter St Davids a Paignton) funcionando según lo programado en la mañana del viernes 4 de abril.
| Fecha | Días | Razón                    | Localización              |
| ----- | ---- | ------------------------ | ------------------------- |
| 1846  | 3    | Dique dañado             | Breeches Rock             |
| 1852  | 7    | Desprendimiento de rocas | Breeches Rock             |
| 1853  | 4    | Desprendimiento de rocas | Kennaway Tunnel           |
| 1855  | 12   | Dique dañado             | Smuggler's Lane           |
| 1859  | 3    | Dique dañado             | Teignmouth                |
| 1869  | 5    | Dique dañado             | Dawlish (San Remo)        |
| 1872  | 1    | Dique dañado             | Langstone                 |
| 1872  | 3    | Dique dañado             | Langstone                 |
| 1873  | 3    | Dique dañado             | Langstone                 |
| 1873  | 1    | Dique dañado             | Langstone                 |
| 1923  | 3    | Desprendimiento de rocas | Sprey point               |
| 1930  | 5    | Dique dañado             | Dawlish (Riviera Terrace) |
| 1936  | 12   | Dique dañado             | Powderham                 |
| 1986  | 6    | Dique dañado             | Sprey point               |
| 2006  | 1    | Dique dañado             | Dawlish (Rockstone)       |
| 2014  | 28   | Dique dañado             | Dawlish (Riveira Terrace) |
| 2014  | 28   | Desprendimiento de rocas | Holcombe                  |

## Rutas de desvío
Los frecuentes bloqueos a la línea costera llevaron a solicitar la construcción de una nueva ruta que discurriese por el interior, alejada de la orilla del mar. Se realizaron sugerencias locales en 1872 para trazar una nueva línea desde Eastdon (cerca de Starcross), pero numerosas cartas de lectores del The Times exigieron que se construyera en el valle de Teign. La Línea de Teign Valley (en vía única) se abrió desde Heathfield en 1882, pero no se conectó con Exeter hasta 1903. En 1898 se publicó una propuesta para un ferrocarril que pasara por Brent, Ashburton y Heathfield, que habría extendido la línea de Teign Valley hasta Brent. La ruta resultante hubiera sido 6 millas (9,7 km) más corta entre Exeter y Plymouth, y además permitía evitar el malecón y algunas pendientes pronunciadas alrededor de Totnes.
En la década de 1930, el GWR estudió un desvío por el interior denominado Línea de Dawlish Avoiding. El proyecto de 1936 contemplaba inicialmente situar la línea 1 km tierra adentro entre Exminster y Bishopsteignton, y en 1937 se propuso una ruta más corta que terminaba al oeste de Dawlish. Después de obtener la aprobación parlamentaria para el proyecto de ley, la construcción comenzó en la primavera de 1939, pero la llegada de la Segunda Guerra Mundial puso fin al proyecto. El GWR se nacionalizó el 1 de enero de 1948 (pasando a formar parte de British Rail), y los terrenos adquiridos para la construcción de la nueva línea se vendieron. Los poderes de la Ley aprobada por el Parlamento expiraron en 1999.
Cuando la línea del GWR en el malecón se convirtió del gran ancho al ancho estándar en 1892, todo el tráfico tuvo que suspenderse. El tren correo durante los dos días que la línea estuvo cerrada se desvió sobre la ruta del Ferrocarril de Londres y del Suroeste entre Exeter y Plymouth. Durante la Segunda Guerra Mundial se estableció una nueva conexión entre esta ruta (por entonces parte del Ferrocarril del Sur) y la Línea Principal de Cornualles del GWR en St Budeaux, en las afueras del norte de Plymouth. Esto se hizo para proporcionar una ruta de acceso alternativa a los astilleros de Devonport en caso de que la acción del enemigo dañara la ruta del GWR. Esta conexión se mantuvo después de la guerra y estaba disponible como ruta de desvío si se bloqueaba el malecón. Los trenes regulares de la ruta sur y de la ruta oeste circulaban ocasionalmente sobre el otro itinerario para que las tripulaciones estuvieran familiarizadas con la ruta alternativa, aunque la ruta del sur podía llevar como máximo locomotoras del tipo 4-4-0 debido a restricciones de carga en el viaducto de Meldon.
En 2010, se afirmó en el Parlamento que "en los últimos años" se habían invertido alrededor de 9 millones de libras para mantener el malecón seguro y los acantilados estables, y que el mantenimiento regular del dique y de los estuarios adyacentes estaba costando a Network Rail alrededor de 500.000 libras anuales. El subsecretario de Estado de Transportes reiteró la importancia de la línea para la economía del Sur de Devon y de Cornualles, y confirmó que incluso si hubiera planes para la construcción de una ruta interior alternativa en el futuro, "en nuestra opinión, no sería un sustituto en ninguna forma de la línea principal de la costa", incluso a pesar del reconocimiento de un incremento inevitable en los costos de mantenimiento debido al aumento del nivel del mar.

## Modificaciones propuestas entre 2019 y 2022
En 2018, Network Rail presentó una propuesta para extender el malecón hacia el Canal de la Mancha en Teignmouth, con el dique pasando por Sprey Point. La propuesta implicaría realinear el ferrocarril, alejándolo de la línea del acantilado y creando un espacio entre ambos para evitar que el ferrocarril se vea afectado por el hundimiento o el colapso del acantilado. Otros elementos de la propuesta incluyen la mejora del malecón entre el túnel de Kennaway y Dawlish y la instalación de una estructura de protección contra desprendimientos en Horse Cove. La financiación gubernamental de 80 millones de libras esterlinas para levantar 2,5 m el malecón al sur de la estación de Dawlish se aprobó en febrero de 2019.

## Problemas operativos

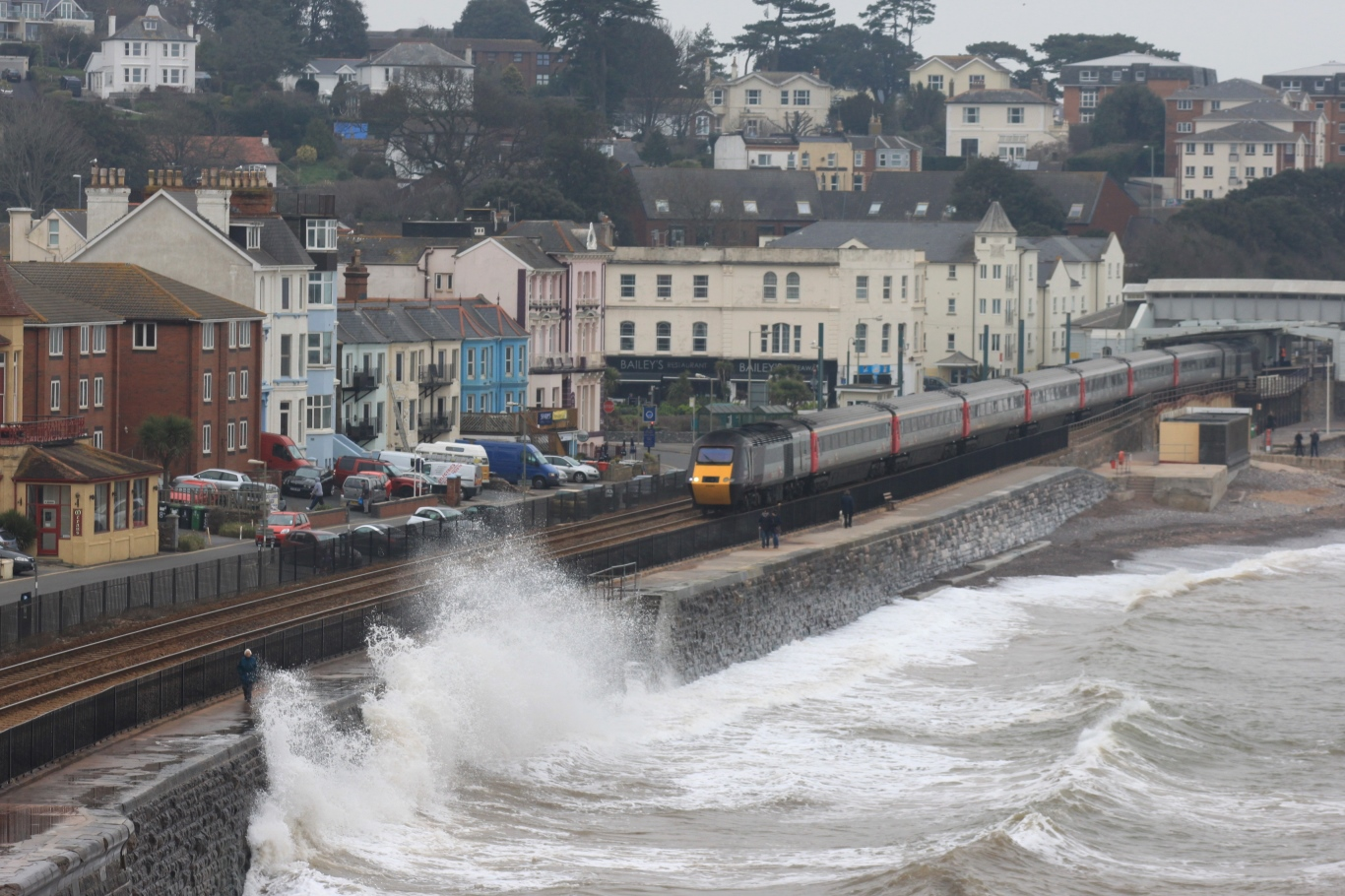
Unidad Clase 43 pasa sobre el malecón mientras las olas rompen contra la estructura en Dawlish

Durante épocas significativas de marea alta, los trenes pertenecientes a las flotas de la Clase 220 y de la Clase 221 no pueden operar en esta ruta debido a su vulnerabilidad al agua rociada desde el mar, a diferencia de las flotas dotadas con unidades Pacer, Sprinter y de la Clase 43. Se ha probado un tren Clase 800 en la línea sin que se produzcan problemas significativos, aunque la mayoría de los trenes que han reemplazado a los HST de la Clase 43 son los Clase 802, una versión de mayor alcance de los de la Clase 800.

## La ruta

### Río Exe

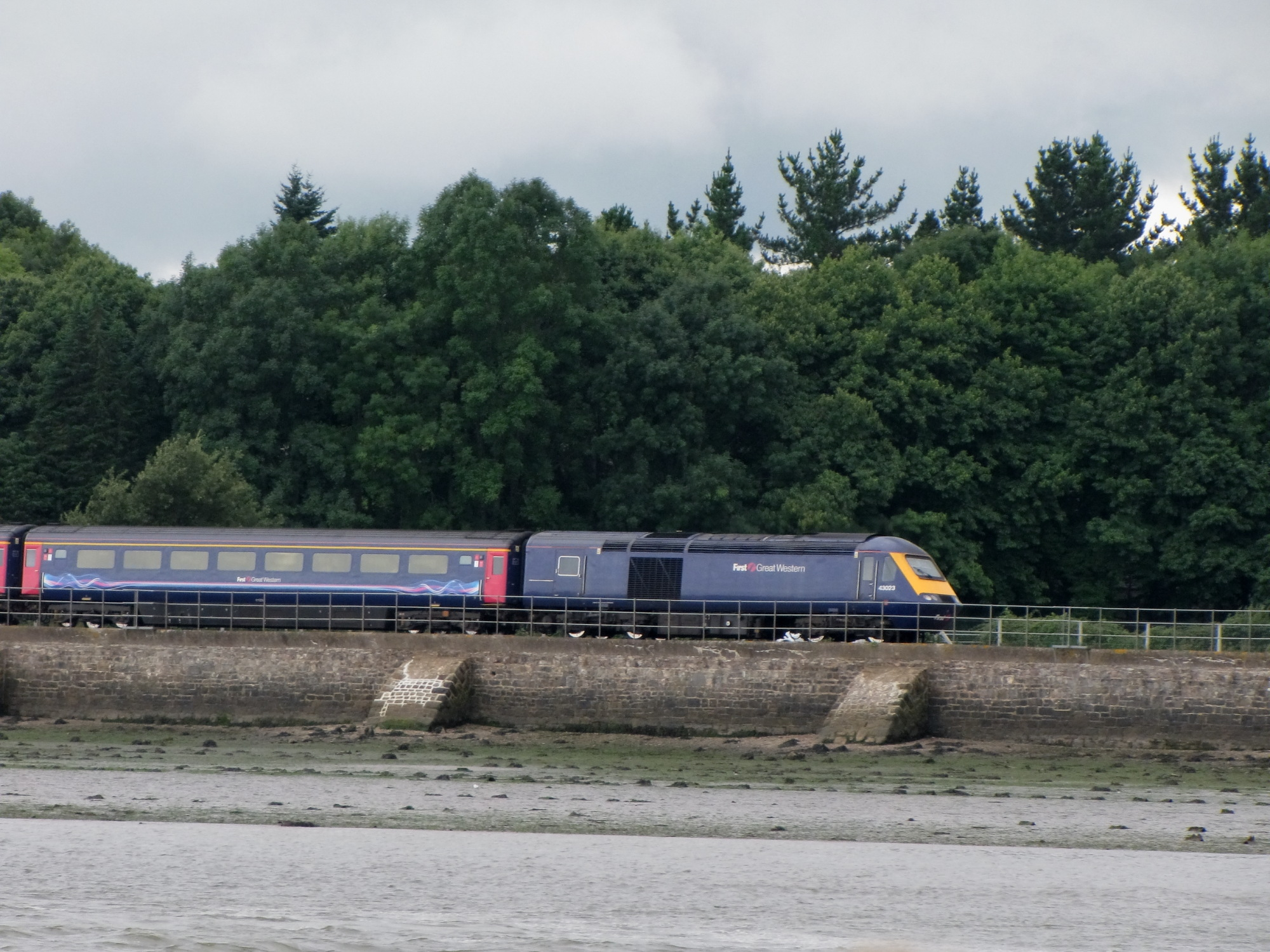
Tren InterCity 125 del GWR acercándose a Starcross

El río aparece junto a la línea en Turf. El estanque cuadrado y el suelo alterado entre la vía férrea y el río son los restos de una de las salas de máquinas de vapor utilizadas originalmente para impulsar los trenes atmosféricos del Ferrocarril del Sur de Devon. Después de una corta distancia, el dique del río se encuentra junto a la vía férrea en Powderham, y después de pasar el ferrocarril, discurre entre el río y el parque de ciervos de Powderham Castle, hasta la Estación de Starcross, situada en el centro del pueblo de Starcross. Frente al muelle del ferry a Exmouth se encuentra otra sala de máquinas del antiguo sistema de propulsión atmosférica del Ferrocarril del Sur de Devon.
Un poco más adelante en el curso del río, el ferrocarril cruza su desembocadura en la bahía de Cockwood. Cerca de aquí estaba el muelle de 1285 pies (392 m) de largo conocido como Exe Bight Pier, utilizado desde 1869 durante unos diez años. En el lado opuesto del río a veces pueden verse trenes cerca de la estación del Comando de Lympstone, que da acceso a través de la Línea Avoceta a los visitantes de una instalación de adiestramiento de la Marina Real.
El río desemboca en el mar en Exmouth, mientras que el ferrocarril pasa detrás de las dunas de Dawlish Warren para llegar a la estación del mismo nombre.

### Malecón

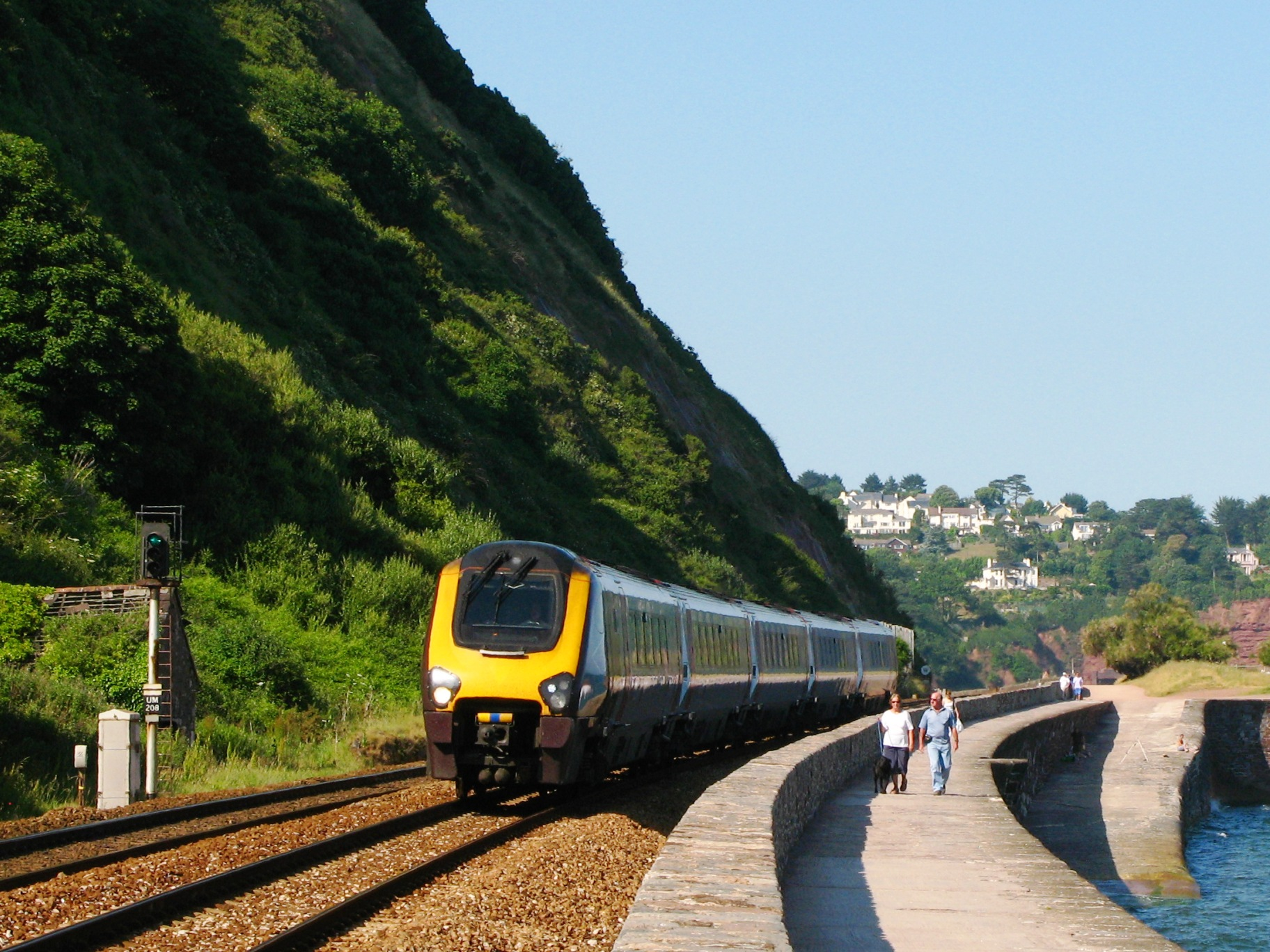
Un tren de la Clase 221 de CrossCountry rebasa a unos paseantes cerca de Teignmouth

Al salir de Dawlish Warren, el ferrocarril llega al malecón propiamente dicho, con un camino de servicio peatonal a un costado, aunque alcanza rápidamente el desmonte corto y profundo de Langstone Rock, para emerger a continuación sobre la playa, desde donde se pueden tener vistas hacia Torbay.
Un sendero, que en su mayor parte está al nivel de la vía, acompaña al ferrocarril hasta el túnel de Kennaway en Dawlish. Justo antes de llegar a la estación de Dawlish hay un puente peatonal en Coastguard's Cottage. La pasarela fue utilizada por los obreros del ferrocarril durante su construcción y posteriormente se vendió a la guardia costera. Un cobertizo para embarcaciones se halla en la parte superior de la playa, al lado del puente peatonal. La ciudad de Dawlish se puede ver a la derecha desde el viaducto de Colonnade, en el otro extremo de la estación.
A partir de aquí la línea a traviesa su primer túnel, el de Kennaway, que atraviesa el monte Lea, y más allá se encuentra la playa de Coryton, el punto más lejano accesible por el sendero del malecón desde Dawlish. El túnel de Coryton conduce a la siguiente playa, Shell Cove, a la que solo se puede acceder a pie a través de la costa durante el punto más bajo de la marea o por un camino privado desde lo alto del acantilado. Luego, el ferrocarril pasa por los túneles de Phillot y de Clerk, y emerge en una sección del malecón en Breeches Rock antes de entrar en el túnel de Parson debajo de Hole Head. Los dos últimos túneles llevan el nombre de las rocas de Parson y Clerk, un arco natural de piedra formado por el mar frente a Hole Head.
Más allá del túnel de Parson se localiza un viaducto corto que cruza sobre Smugglers Lane y luego el sendero se reanuda para el tramo final pasando Sprey Point hasta el desmonte de Teignmouth Eastcliff. En el lado de tierra del ferrocarril cerca de Sprey Point se pueden ver los restos de un horno de cal utilizado durante la construcción de la línea.

### Río Teign
Después de pasar por la estación de Teignmouth, la línea continúa a través de otra trinchera para emerger detrás del concurrido puerto de Teignmouth, después de lo cual el ferrocarril reanuda su curso junto al estuario del río Teign. Los desmontes a ambos lados de la estación se construyeron originalmente como túneles, pero se excavaron por completo para dejarlos a cielo abierto entre 1879 y 1884.
Después de pasar por debajo del puente de Shaldon y dejar a un lado el astillero y las instalaciones de suministro de gas existentes en Teignmouth, la línea sigue el curso del río, salvando los pequeños promontorios de Flow Point, Red Rock y Summer House, antes de pasar por dos pequeños trincheras y cruzar la zona pantanosa de Hackney Marshes cercana al hipódromo, para llegar finalmente a la estación de Newton Abbot.
Al otro lado del río, frente a Summer House, se puede ver la posada situada junto a la orilla en Coombe Cellars.